# Gnidia neglecta
Gnidia neglecta är en tibastväxtart som beskrevs av Z.S.Rogers. Gnidia neglecta ingår i släktet Gnidia och familjen tibastväxter. Inga underarter finns listade i Catalogue of Life.